# اکزاتکان
اکزاتکان (به انگلیسی: Exatecan) با فرمول شیمیایی C۲۴H۲۲FN۳O۴ یک ترکیب شیمیایی با شناسه پاب‌کم ۱۵۱۱۱۵ است. که جرم مولی آن ۴۳۵٫۴۴۷۵۸۳ g/mol می‌باشد. 